# Essertines-sur-Yverdon
Pour les articles homonymes, voir Essertines.
Essertines-sur-Yverdon est une commune suisse du canton de Vaud, située dans le district du Gros-de-Vaud. Citée dès 1180, elle fait partie du district d'Échallens entre 1803 et 2007. La commune est peuplée de 1 081 habitants en 2022. Son territoire, d'une surface de 975 hectares, se situe dans la région du Gros-de-Vaud, entre les vallées du Buron et de la Mentue.

## Histoire
Si la première mention du village date de 1180, des fouilles menées en 1979 lors de la pose d'un gazoduc ont permis de mettre au jour deux sites préhistoriques et deux établissements romains. Au Moyen Âge, le village est la propriété du chapitre de Lausanne et le reste jusqu'à l'invasion bernoise de 1536. Essertines devient alors une châtellenie rattachée au bailliage d'Yverdon.

## Géographie
La surface totale de la commune de Essertines-sur-Yverdon représente 972 hectares qui se décomposent en : 58 ha de surfaces d'habitat et d'infrastructure, 663 ha de surfaces agricoles, 249 ha de surfaces boisées et enfin 2 ha de surfaces improductives (lacs et cours d'eau par exemple). Dans le détail en 2005, les aires industrielles et artisanales représentent moins de 1 % du territoire communal, les maisons et bâtiments 2,78 %, les routes et infrastructures de transport 2,88 %, les zones agricoles 56,89 % et les zones arboricoles et viticoles 1 %[réf. nécessaire].
Jusqu'à sa dissolution, la commune faisait partie du district d'Échallens. Depuis le 1er janvier 2008, elle fait partie du nouveau district du Gros-de-Vaud. Elle a des frontières communes avec Valeyres-sous-Ursins, Ursins, Orzens, Pailly, Vuarrens, Chavornay, Suchy, Belmont-sur-Yverdon et Yverdon-les-Bains.
Le territoire communal se situe sur le plateau suisse, dans la région du Gros-de-Vaud, entre les vallées du Buron et de la Mentue, sur un terrain en pente douce divisé en plusieurs terrasses sur le versant ouest de la crête sur laquelle se trouve le Grand Bois d'Essertines. C'est dans cette forêt que se trouve le point culminant de la commune à 695 mètres d'altitude. L'essentiel de la commune se trouve sur la rive est du Buron, à l'exception d'une petite enclave sur la rive ouest qui s'étend jusqu'à la lisière de la forêt du bois de Suchy.
En plus du village d'Essertines-sur-Yverdon, la commune compte encore les hameaux d'Epautheyres au nord du village, de Nonfoux à l'ouest du grand Bois d'Essertines en dessus du village et de La Robellaz sur le versant ouest du Buron. Plusieurs exploitations agricoles sont également dispersées sur l'ensemble du territoire communal.

## Population

### Surnom
Les habitants de la commune sont surnommés lè Patâi (soit les Chiffonniers en patois vaudois),.

### Démographie
Essertines-sur-Yverdon possède 1 081 habitants en 2022. Sa densité de population atteint 111 hab./km².
En 2000, la population d'Essertines-sur-Yverdon est composée de 335 hommes (50,5 %) et 328 femmes (49,5 %). La langue la plus parlée est le français, avec 625 personnes (94,4 %). La deuxième langue est l'allemand (27 ou 4,1 %). Il y a 618 personnes suisses (93,4 %) et 44 personnes étrangères (6,6 %). Sur le plan religieux, la communauté protestante est la plus importante avec 408 personnes (61,6 %), suivie des catholiques (106 ou 16 %). 77 personnes (11,6 %) n'ont aucune appartenance religieuse.
La population d'Essertines-sur-Yverdon est de 648 habitants en 1850 et elle reste relativement stable jusqu'en 1950. Elle baisse ensuite à 451 en 1970. Le nombre d'habitants augmente ensuite fortement, puisqu'il double presque en 40 ans. Le graphique suivant résume l'évolution de la population d'Essertines-sur-Yverdon entre 1850 et 2010 :

## Politique
Lors des élections fédérales suisses de 2011, la commune a voté à 28,42 % pour l'Union démocratique du centre. Les deux partis suivants furent le Parti socialiste suisse avec 16 % des suffrages et les Verts avec 13,74 %.
Lors des élections cantonales au Grand Conseil de mars 2011, les habitants de la commune ont voté pour l'Union démocratique du centre à 30,41 %, le Parti socialiste à 19,65 %, le Parti libéral-radical à 18,91 %, l'Alliance du centre à 17,33 % et les Verts à 13,70 %.
Sur le plan communal, Essertines-sur-Yverdon est dirigé par une municipalité formée de 5 membres et dirigée par un syndic pour l'exécutif et un Conseil communal, composé de 30 élus, dirigé par un président et secondé par un secrétaire, pour le législatif.

## Économie
Jusque dans la seconde moitié du XXe siècle, l'économie locale était principalement tournée vers l'agriculture, l'arboriculture fruitière et l'élevage qui représentent encore une part importante des emplois locaux de nos jours. Dans les dernières décennies toutefois, le village s'est développé grâce à la création de zones résidentielles habitées par des personnes travaillant principalement dans la région d'Yverdon-les-Bains. Cette mutation s'est accompagnée de la création de plusieurs entreprises de service.
La commune compte une boulangerie (qui sert également de bureau postal) et un café-restaurant.
En 1963 — et pour la première fois en Suisse —, on a découvert du pétrole à Essertines. Un forage ayant été entrepris sur les hauteurs en direction de Pailly, du pétrole de bonne qualité a été découvert à une profondeur de 2 300 m. Le forage a été poursuivi jusqu'à 2 700 m, et des carottes obtenues jusqu'à 2 950 m. Les quantités disponibles ne semblent cependant pas suffisantes pour qu'une exploitation de ce pétrole soit rentable dans les conditions actuelles.

## Transports
Essertines-sur-Yverdon fait partie de la communauté tarifaire vaudoise Mobilis. Le bus CarPostal reliant Yverdon-les-Bains à Échallens s'arrête dans la commune. La localité est également desservie par les bus sur appel Publicar, qui sont aussi un service de CarPostal.

## Monuments
Le village d'Essertines-sur-Yverdon est classé comme site ISOS.

## Vie locale
La commune d'Essertines-sur-Yverdon compte plusieurs associations parmi lesquelles une société de jeunesse et une section des paysannes vaudoises, ainsi que des clubs de gymnastique, football et tir sportif.

## Sources
- (de) Cet article est partiellement ou en totalité issu de l’article de Wikipédia en allemand intitulé « Essertines-sur-Yverdon » (voir la liste des auteurs).